# Probynia pleurocephala
Probynia pleurocephala là một loài chân đều trong họ Bopyridae. Loài này được Monod miêu tả khoa học năm 1933.